# Spilosoma jugicola
Spilosoma jugicola là một loài bướm đêm thuộc phân họ Arctiinae, họ Erebidae.